# Antonio Martorell Trilles

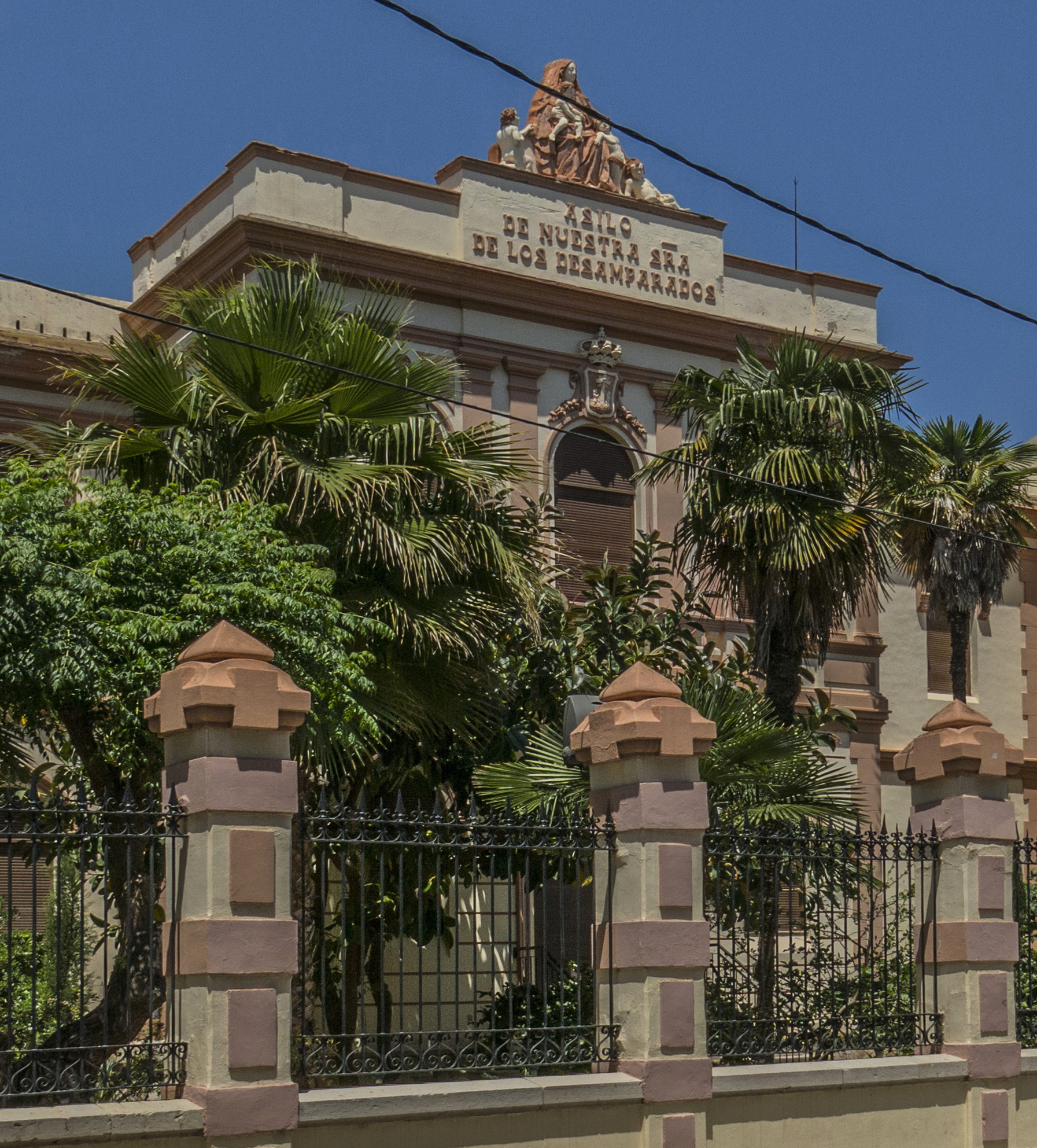
Asil Mare de Déu dels Desemparats (Carcaixent)

Antonio Martorell Trilles (València, 1845 - 1930) fou un arquitecte valencià.

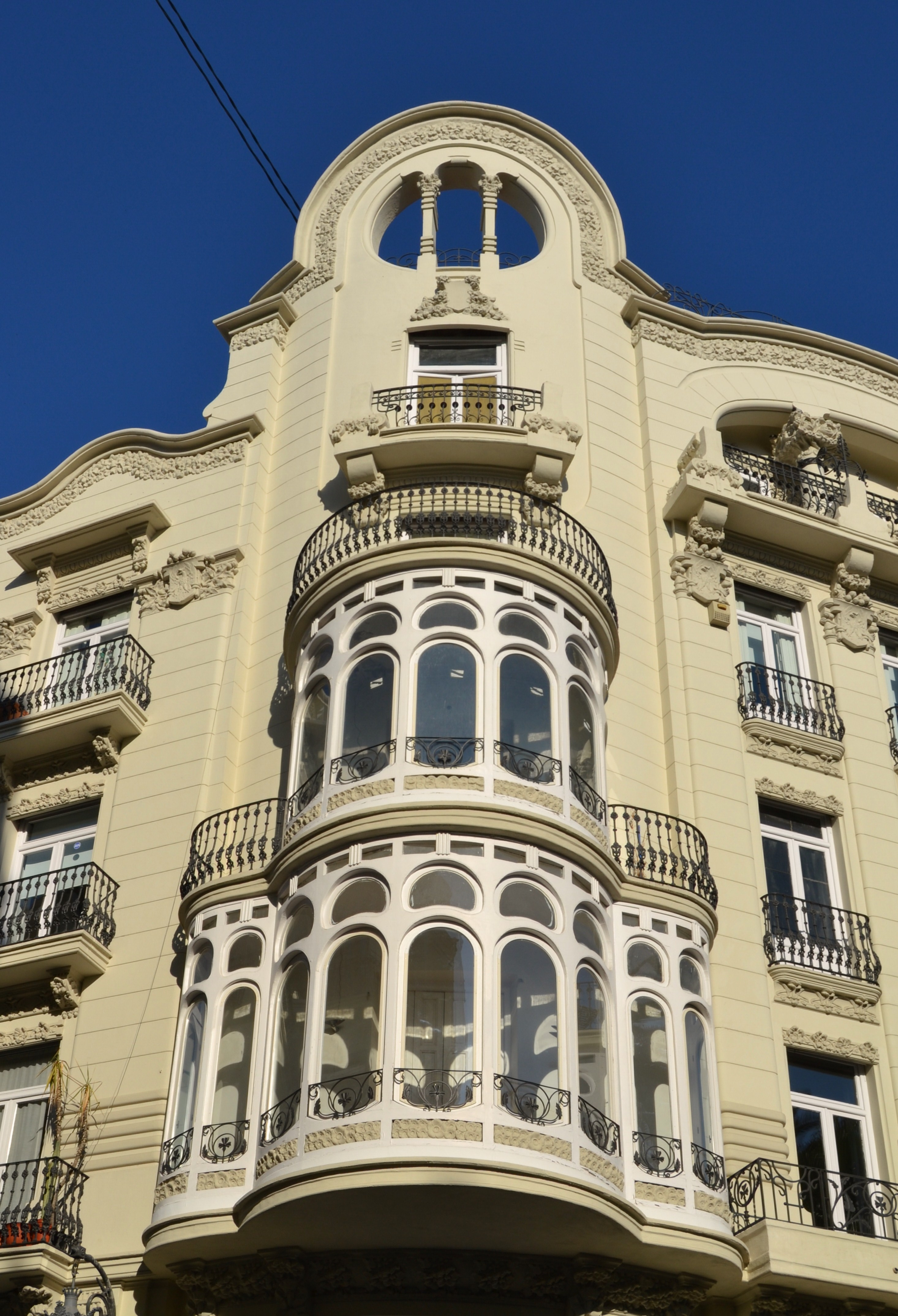
Cases Xapa, finestra mirador

El 1862, ingressà en l'escola d'arquitectura de la Reial Acadèmia de Belles Arts de Sant Carles. Va projectar algunes obres importants de la ciutat de València, combinant el romanticisme eclèctic valencià amb retocs modernistes. Destacà en l'arquitectura funerària i religiosa.
L'any 1906 projectà l'edifici Trénor del carrer de la Pau. En detalls puntuals de disseny de l'obra s'introdueix el modernisme, en un estil que en conjunt és eclèctic. Posteriorment a la mort de l'arquitecte, entre 1936 i 1939, l'edifici Trénor va ser casa de Cultura. Presidia el patronat el poeta Antonio Machado.
Projectà amb Emilio Ferrer Gisbert l'edifici Xapa que està situat en la Gran Via del Marqués del Túria de la ciutat de València i és un dels grans edificis de l'eixample valencià. Va ser construït el 1916.

## Obra
- Edifici Xapa (València).
- Edifici Trénor (València).
- Asil Mare de Déu dels Desemparats (1906/7) (Carcaixent).

Al cementiri de València:
- Mausoleu de José Peris i Valero.
- Mausoleu de la família Montesinos.
- Mausoleu dels marquesos de Colomina (1881).[3][4]